# Notturno tragico
Notturno tragico (Night Must Fall) è un film del 1937 diretto da Richard Thorpe.
È tratto dal lavoro teatrale di Emlyn Williams che venne presentato in prima a Londra il 31 maggio 1935. Night Must Fall ebbe un nuovo adattamento cinematografico nel 1964 con il film La doppia vita di Dan Craig diretto da Karel Reisz.

## Trama
In un villaggio inglese, la polizia sta dragando il fiume alla ricerca del corpo della signora Shellbrook, sparita da qualche giorno. A casa della signora Bramson, intanto, Dora, la cameriera, racconta alla sua padrona di essere fidanzata con Danny, un giovane irlandese che ha lavorato per la donna scomparsa. Danny, che si rende conto che la Bransom è un'ipocondriaca, si dimostra molto premuroso nei suoi riguardi: le racconta che lei gli ricorda la madre e che lui avrebbe già sposato Dora se avesse potuto avere un lavoro migliore. La signora Bramson si dimostra lusingata dalle premure di Danny e rifiuta di ascoltare i consigli della nipote Olivia. Benché Olivia sospetti di Danny, la giovane si sente attratta da lui, rifiutando la proposta di matrimonio dell'innamorato Justin che lei giudica "troppo poco romantico". Dopo che Dora scopre il corpo decapitato della signora Shellbrook, in Olivia si rafforza la convinzione che l'uomo di cui si sta innamorando sia l'assassino e quando la polizia trova nella stanza di Danny una grande cappelliera, lei, impulsivamente, dichiara che la scatola le appartiene. Quando i poliziotti se ne vanno, Danny sviene.
Quella sera, a cena, l'atmosfera diventa pesante. Olivia chiede a Justin di restare a farle compagnia e, nella notte, la signora Bramson, avendo sentito dei rumori,  chiede aiuto. Danny cerca di calmarla, dandole qualcosa da bere e cullandola dolcemente. Quando è sicuro che la donna si sia addormentata, la soffoca con un cuscino, poi ruba il denaro che si trova nella cassaforte. Olivia sorprende Danny che minaccia di uccidere anche lei, ma la giovane donna viene salvata dall'intervento della polizia, avvisata da Justin.

## Produzione
Il film venne prodotto dalla Metro-Goldwyn-Mayer (MGM). Venne girato nei Metro-Goldwyn-Mayer Studios, al 10202 di W. Washington Blvd., a Culver City, Redondo Beach e nella Sherwood Forest.

## Distribuzione
Distribuito dalla Metro-Goldwyn-Mayer (MGM), il film uscì nelle sale cinematografiche USA il 30 aprile 1937.

### Riconoscimenti
Ha vinto nel 1937 il National Board of Review Award al miglior film.
Ha ricevuto due candidature ai Premi Oscar 1938, per il miglior attore a Robert Montgomery e per la migliore attrice non protagonista a May Whitty.